# 柳庫拉河

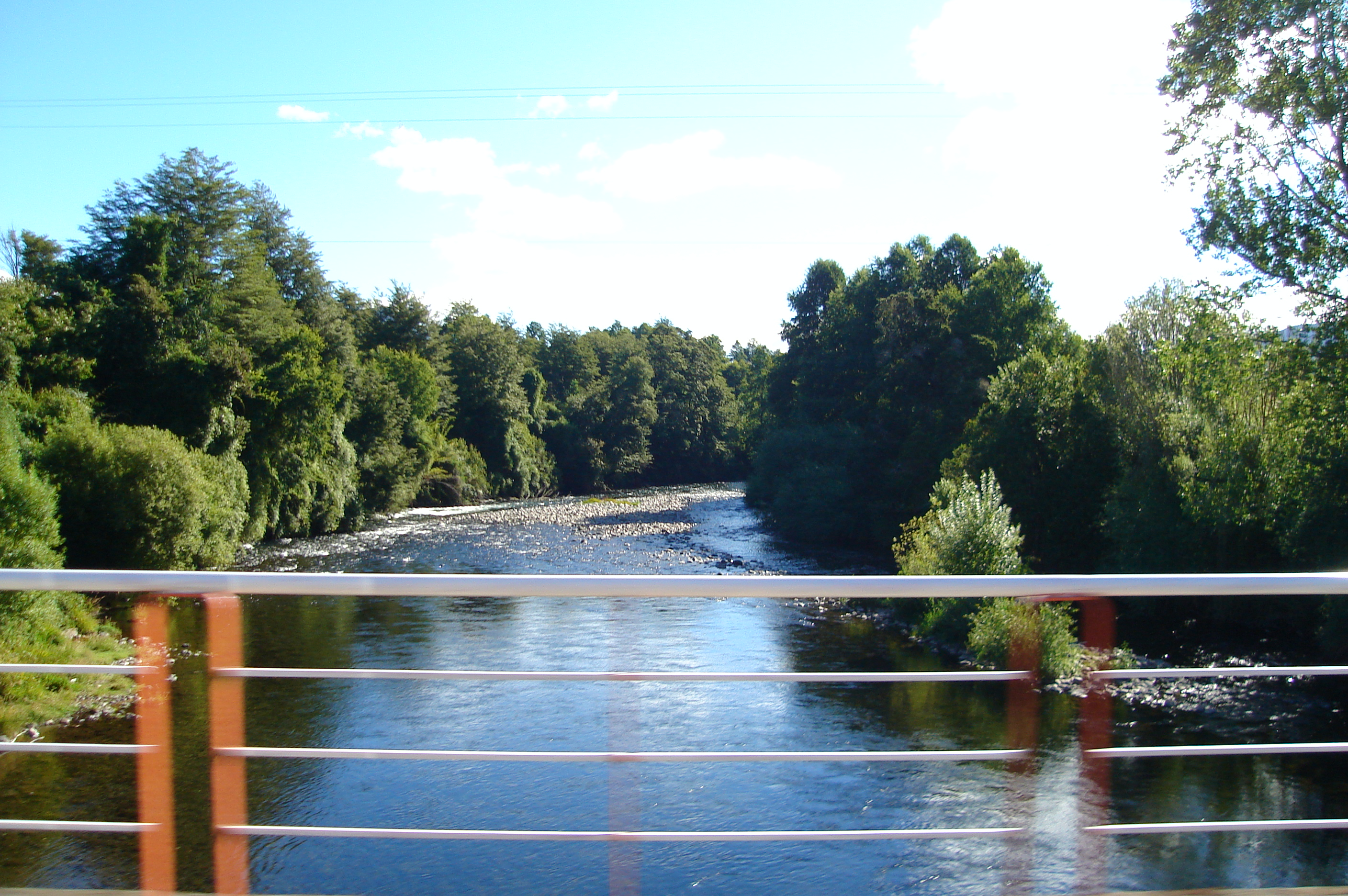
柳庫拉河

柳庫拉河（西班牙語：Río Liucura）是智利的河流，位於該國南部阿勞卡尼亞大區，河道全長31公里，河水來自在韋爾克韋國家公園發源的河流，最終注入特蘭庫拉河。